# Müschens Rosenapfel
Müschens Rosenapfel ist eine historische Apfelsorte aus Mecklenburg-Vorpommern. Benannt ist sie nach dem ersten mecklenburgischen Pomologen Franz Hermann Müschen aus Belitz.
Die Sorte galt in der Region bereits als verschollen, bis die Pomologen Horst Friedrich und Lutz Grope auf dem Parkgelände des Herrenhauses Kaarz nahe Sternberg einen 120 Jahre alten Baum ausfindig machen konnten. Zeitgleich konnten weitere Exemplare in einer Baumschule im Waldviertel bei Wien identifiziert werden.
Die Landesgruppe Mecklenburg-Vorpommern des Pomologen-Vereins wählte Müschens Rosenapfel zum „Apfel des Jahres 2024“.